# Anglo-Amalgamated
Anglo-Amalgamated est une société britannique de production et de distribution de films pour le cinéma, créée en 1942 par Nat Cohen et Stuart Levy (en).
Spécialisée au départ dans des films policiers à petit budget, Anglo-Amalgamated parie sur de nouveaux talents et réussit à suivre l'évolution du marché cinématographique, jusqu'à être absorbée en 1969 par EMI Films (en). Sa filiale Anglo-Amalgamated Film Distributors distribue en Grande-Bretagne, outre les films d'Anglo-Amalgamated Productions, notamment les films des American International Pictures.
Elle produit notamment des comédies musicales avec la vedette Tommy Steele, la série des Carry On, Le Masque de la mort rouge de Roger Corman en 1964, ou plus célèbre Le Voyeur de Michael Powell en 1960.
Dans les années 1960, ils travaillent avec le producteur Joseph Janni et les réalisateurs John Schlesinger, Joseph Losey ou Ken Loach.

## Filmographie

### Anglo-Amalgamated Productions
- 1945 : Sportlight on Dogs de Denis Kavanagh
- 1946 : The Bulldog Breed de Ray Densham
- 1946 : The Dover Road de Denis Kavanagh
- 1952 : Ghost Ship de Vernon Sewell
- 1955 : Johnny You're Wanted de Vernon Sewell
- 1956 : The Case of the River Morgue de Montgomery Tully
- 1956 : Person Unknown de Montgomery Tully
- 1957 : Bullet from the Past de Kenneth Hume
- 1957 : The Lonely House de Montgomery Tully
- 1957 : Night Crossing de Montgomery Tully
- 1957 : The Mail Van Murder de John Knight
- 1957 : The Hypnotist de Montgomery Tully
- 1958 : Six-five Special de Alfred Shaughnessy
- 1959 : Horrors of the Black Museum de Arthur Crabtree
- 1961 : The Grand Junction Case de Peter Duffell
- 1962 : Un amour pas comme les autres de John Schlesinger
- 1963 : The Rivals de Max Varnel
- 1963 : Carry On Cabby de Gerald Thomas
- 1963 : To Have and to Hold de Herbert Wise
- 1964 : Le Masque de la mort rouge de Roger Corman
- 1964 : Carry On Spying de Gerald Thomas
- 1965 : La Cité sous la mer de Jacques Tourneur
- 1966 : The Haunted Man de Stanley Willis

### Anglo-Amalgamated Distributors
- 1951 : Mr Pastry Does the Laundry de Herbert Marshall
- 1952 : Wide Boy de Ken Hughes
- 1955 : Johnny You're Wanted de Vernon Sewell
- 1958 : Carry On Sergeant de Gerald Thomas
- 1958 : Carry On Nurse de Gerald Thomas
- 1959 : Please Turn Over de Gerald Thomas
- 1959 : Carry On Teacher de Gerald Thomas
- 1960 : Le Voyeur de Michael Powell
- 1960 : Watch Your Stern de Gerald Thomas
- 1960 : Carry On, Constable de Gerald Thomas
- 1960 : Les Criminels de Joseph Losey
- 1960 : Urge to Kill de Vernon Sewell
- 1960 : Marriage of Convenience de Clive Donner
- 1961 : Carry On Regardless de Gerald Thomas
- 1961 : Raising the Wind de Gerald Thomas
- 1961 : Man at the Carlton Tower de Robert Tronson
- 1962 : Crooks Anonymous de Ken Annakin
- 1962 : Carry On Cruising de Gerald Thomas
- 1962 : Night of the Eagle de Sidney Hayers
- 1962 : Twice round the Daffodils de Gerald Thomas
- 1962 : The Iron Maiden de Gerald Thomas
- 1963 : Carry On Cabby de Gerald Thomas
- 1963 : Billy le menteur de John Schlesinger
- 1964 : Carry On Spying de Gerald Thomas
- 1964 : Carry On Jack de Gerald Thomas
- 1965 : The Big Job de Gerald Thomas
- 1965 : Three Hats for Lisa de Sidney Hayers
- 1965 : Carry On Cowboy de Tony Robinson
- 1966 : Carry On Screaming! de Gerald Thomas
- 1967 : Pas de larmes pour Joy de Ken Loach
- 1969 : Spring and Port Wine de Peter Hammond
- 1969 : Rhubarb (film, 1969) de Eric Sykes